# Bhadrachalam
Bhadrachalam es una ciudad censal situada en el distrito de Bhadradri Kothagudem en el estado de Telangana (India). Su población es de 50087 habitantes (2011). Se encuentra a 312 km de Hyderabad, la capital del estado.

## Demografía
Según el censo de 2011 la población de Bhadrachalam era de 50087 habitantes, de los cuales 24834 eran hombres y 25253 eran mujeres. Bhadrachalam tiene una tasa media de alfabetización del 82,77%, superior a la media estatal del 67,02%: la alfabetización masculina es del 88,02%, y la alfabetización femenina del 77,65%.